# Лу Вантхоу
Лу Вантхоу (кит. трад. 陸運濤, упр. 陆运涛, пиньинь Lù Yùntāo, палл. Лу Юньтао; 1915—1964) — сингапурский бизнесмен и предприниматель. Известен как основатель кинокорпорации Cathay Organisation в Сингапуре и Малайзии и Motion Picture & General Investment Co. Ltd. (MP&GI) в Гонконге.

## Биография

### Ранние годы
Родился в Куала-Лумпуре (Малайзия) 14 июня 1915 года. Вантхо стал девятым ребёнком Лок Ю (см. en:Loke Yew). Последний приехал в Малайю в 1858 году в возрасте 11 лет, не имея почти ничего, а умер, будучи одним из самых богатых людей в колонии. Когда отец умер, Вантхоу было два года. Своё образование он начал в британской школе для китайских мальчиков в Куала-Лумпуре, известной как en:Victoria Institution, одним из основателей которой был его покойный родитель.
В 1929 году из-за слабого здоровья он и две младшие сестры в 1929 году были перевезены матерью в колледж в Монтрё, Швейцария. В 1932 молодой человек стал чемпионом по прыжкам в длину в одном из швейцарских кантонов. Затем он поступил в King’s College Кембриджа, где уже в 1936 получил почётную степень по английской литературе и истории. Английская литература и поэзия стали спутниками всей его жизни, а любимые книги Ван потом даже брал с собой в орнитологические экспедиции. Ван недолго проучился и в Лондонской экономической школе (London School of Economics). Однако ветры войны уже чувствовались на европейском континенте и Ван вернулся в Малайю непосредственно перед началом Второй мировой.
В феврале 1942 он смог спастись от японского наступления на судне Nora Moller, но затем бомба, сброшенная с самолёта, пустила корабль ко дну в Проливе Бангка около Суматры. Его спасли, но вытащили из моря временно ослепшим и получившим тяжёлые ожоги. После лечения в госпитале в Батавии (ныне Джакарта) Вантхоу был эвакуирован в Индию. Вскоре после прибытия в Бомбей он был представлен знаменитому орнитологу Салиму Али, с которым они стали друзьями на всю жизнь и совершили вместе множество экспедиций. Именно доктор Салим Али помог развить увлечение Вана орнитологией. Как сам Дато Лок затем писал позже в книге A Company of Birds: «Под руководством эксперта (Салима Али) мой интерес к птицам, который существовал и ранее, но скорее дилетантского свойства, расцвёл в глубокую страсть».

### Путь в бизнесе
Хотя Дато Лок унаследовал оловянные рудники, плантации и другую собственность своего отца Лока Ю, он решил развивать компанию, которую основал вместе с матерью в 1935. Она называлась Associated Theatres Ltd. В Куала-Лумпуре и Сингапуре были построены кинотеатры. Вскоре их была уже целая сеть, на пике развития бизнеса около 80. Компания сменила имя на Cathay Organisation в 1959.
К 1953 Дато Лок и его партнёр Ho Ah Loke начали снимать малайские фильмы в специально построенной для этого студии. Многие из них были признаны классическими — — «Pontianak», «Orang Minyak», «Bawang Puteh Bawang Merah», «Hang Tuah», «Hang Jebat» и другие.
В 1955 Дато Лок купил уже существовавшую ранее студию в Гонконге и начал создавать библиотеку китайских фильмов для своих кинотеатров, сеть которых раскинулась от Сингапуре, Малайи и Борнео до Бангкока. Эти фильмы имели большой успех в странах Юго-Восточной Азии.
The Cathay Organisation, председателем которой Дато Лок являлся, не только владела и управляла кинотеатрами и студиями и производила мадайские и китайские фильмы, но и владела ресторанами, а также отелями в Сингапуре (The Cathay Hotel, Ocean Park Hotel) и на Фиджи. Прибыль давали и плантации каучука, кокосов и пальмового масла в Малайе.
Всё послевоенное время Дато Лок был захвачен миром бизнеса. Кроме собственной компании он был председателем Malayan Airways Ltd, Singapore Telephone Board, Malayan Banking и состоял в совете директоров множества компаний, таких, как Wearne Brothers, Sime Darby, Kwong Yik Bank (Лок Ю был одним из основателей), Great Eastern Life, H A O’Connors Ltd, Straits Steamship Co Ltd и Rediffusion (Singapore) Ltd. Он много занимался благотворительностью и имел награды нескольких стран, а также почётный титул Дато от малайского штата.
Дато Лок во многом опередил своё время — несмотря на слабое здоровье занимался спортом, собирал живопись и серьёзно изучал птиц, содействовал охране природы задолго до того, как это стало мейнстримом в западном мире. Играл в гольф, спонсировал талантливых людей, например, таких, как Cheong Soo Pieng и Thomas Yeo. Его орнитологические экспедиции охватили Новую Гвинею, где Лок фотографировал райских птиц, Камбоджу, находясь в которой он подружился с королём Сиануком, Индию, Сикким, Кашмир, Гиндукуш. Салим Али и камера всегда сопровождали его в путешествиях.
Как написал о нём один писатель «Щедрый всегда, оказывал ли он помощь государству благотворительному обществу или организации, стремящемуся к успеху человеку искусства или бедному студенту, его дары всегда делались после тщательного обдумывания и с минимумом хвастовства. На самом деле, именно его такт, добросовестность, целостность и эффективность снискали ему уважение и восхищение всех.»

### Смерть
В сентябре 1963 Лок женился в третий раз. Его супругой стала Мэвис Чу (Mavis Chew). Бракосочетание состоялось в Лондоне.
20 июня 1964, в возрасте 49 лет, возвращаясь с 11го Азиатского Кинофестиваля, Лок и его жена Мэвис погибли в авиакатастрофе en:Civil Air Transport Flight B-908, случившейся вскоре после взлёта из Тайчжуна на Тайване, которая также унесла жизни нескольких руководителей его бизнеса.

## Источник
- Stephanie Po-yin Chung. A Chinese movie mogul and the transformation of his movie empire : the Loke Wan Tho family and the Cathay Organisation in Southern China and Southeast Asia (1915–2000) :  [англ.] // Asia Europe Journal. — 2009. — Vol. 7, no. 3—4. — P. 463–478. — doi:10.1007/s10308-009-0233-3.